# Liste des cadrans solaires de France protégés aux monuments historiques
Cet article recense les cadrans solaires protégés aux monuments historiques en France.

## Statistiques
62 cadrans solaires sont protégés au titre des monuments historiques en France. Parmi ceux-ci :
- 23 le sont au titre d'édifices, ou comme élément d'un édifice protégé (le cadran solaire de Bagneux bénéficiant de deux protections distinctes) ;
- 39 le sont au titre d'objets.

## Liste
| Monument                                  | Département             | Commune                | Adresse                                               | Coordonnées                        | Notice                        | Protection     | Date      | Illustration                          |
| ----------------------------------------- | ----------------------- | ---------------------- | ----------------------------------------------------- | ---------------------------------- | ----------------------------- | -------------- | --------- | ------------------------------------- |
| Cadran solaire                            | Ain                     | Pérouges               | Maison du Cadran Solaire, place de la Halle           | 45° 54′ 13″ nord, 5° 10′ 46″ est   | « PA00116464 »                | Inscrit        | 1927      | Cadran solaire                        |
| Cadran solaire de la maison communale     | Alpes-de-Haute-Provence | Villars-Colmars        | Maison communale                                      | 44° 09′ 57″ nord, 6° 36′ 13″ est   | « PA00080506 »                | Inscrit        | 1948      | Cadran solaire de la maison communale |
| Cadran solaire de l'observatoire          | Alpes-Maritimes         | Nice                   | Observatoire                                          | 43° 43′ 33″ nord, 7° 18′ 03″ est   | « PA00080970 »                | Classé         | 1994      | Cadran solaire de l'observatoire      |
| Cadran solaire du presbytère              | Ardèche                 | Vogüé                  | Château                                               | 44° 33′ 04″ nord, 4° 24′ 50″ est   | « PM07000372 »                | Classé         | 1942      | Image manquante Téléverser            |
| Cadran solaire                            | Aube                    | Troyes                 | Église Saint-Rémy                                     | 48° 17′ 57″ nord, 4° 04′ 31″ est   | « PM10002579 »                | Classé         | 1908      | Image manquante Téléverser            |
| Cadran solaire du cimetière Saint-Georges | Bas-Rhin                | Haguenau               | Place Charles-de-Gaulle                               | 48° 49′ 04″ nord, 7° 47′ 14″ est   | « PM67000784 »                | Classé         | 1997      | Image manquante Téléverser            |
| Cadran solaire                            | Calvados                | Bayeux                 | Hôtel du Cadran, 6, 8 rue Saint-Martin                | 49° 16′ 37″ nord, 0° 42′ 06″ ouest | « PA14000008 »                | Classé         | 1998      | Cadran solaire                        |
| Cadran solaire de l'Oisellerie            | Charente                | La Couronne            | Château de l'Oisellerie                               | 45° 37′ 30″ nord, 0° 06′ 15″ est   | « PM16000142 »                | Classé         | 1983      | Cadran solaire de l'Oisellerie        |
| Cadran solaire de Rétaud                  | Charente-Maritime       | Rétaud                 | École                                                 | 45° 40′ 44″ nord, 0° 43′ 42″ ouest | « PM17000250 »                | Classé         | 1938      | Image manquante Téléverser            |
| Cadran solaire                            | Charente-Maritime       | Saintes                | Musée de l'Échevinage                                 | 45° 44′ 45″ nord, 0° 38′ 00″ ouest | « PA00105256 »                | Inscrit        | 1939      | Image manquante Téléverser            |
| Cadran solaire                            | Côtes-d'Armor           | Plounévez-Quintin      | Chapelle de Kerhir                                    | 48° 18′ 00″ nord, 3° 14′ 23″ ouest | « PM22001518 »                | Classé         | 1991      | Image manquante Téléverser            |
| Cadran solaire                            | Côtes-d'Armor           | Le Vieux-Bourg         | Église Saint-Corentin                                 | 48° 23′ 18″ nord, 2° 59′ 56″ ouest | « PM22001517 »                | Classé         | 1991      | Image manquante Téléverser            |
| Cadran solaire                            | Doubs                   | Jallerange             | Château de Jallerange                                 | 47° 15′ 12″ nord, 5° 43′ 04″ est   | « PA00101656 »                | Inscrit        | 1989      | Image manquante Téléverser            |
| Cadran solaire                            | Essonne                 | Juvisy-sur-Orge        | Observatoire                                          | 48° 41′ 34″ nord, 2° 22′ 16″ est   | « PA91000001 »                | Classé         | 2009      | Cadran solaire                        |
| Cadran solaire                            | Finistère               | Saint-Goazec           | Château de Trévarez                                   | 48° 09′ 08″ nord, 3° 48′ 24″ ouest | « PA00090415 »                | Inscrit        | 2009      | Cadran solaire                        |
| Cadran solaire                            | Hautes-Alpes            | Abriès                 | Église Saint-Pierre                                   | 44° 47′ 41″ nord, 6° 55′ 43″ est   | « PM05001750 »                | Inscrit        | 1989      | Image manquante Téléverser            |
| Cadran solaire du col de Cabre            | Hautes-Alpes            | La Beaume              | R.D. 993                                              | 44° 33′ 17″ nord, 5° 37′ 13″ est   | « PA00080523 »                | Inscrit        | 1986      | Cadran solaire du col de Cabre        |
| Cadran solaire de Zarbula                 | Hautes-Alpes            | Cervières              | Maison                                                | 44° 52′ 11″ nord, 6° 43′ 20″ est   | « PA05000001 »                | Inscrit        | 1996      | Image manquante Téléverser            |
| Cadran solaire                            | Hautes-Alpes            | Château-Ville-Vieille  | Maison, Château-Queyras                               | 44° 45′ 25″ nord, 6° 47′ 25″ est   | « PA00135601 »                | Inscrit        | 1995      | Image manquante Téléverser            |
| Cadran solaire de Zarbula                 | Hautes-Alpes            | Château-Ville-Vieille  | Maison, Clot du Riou, Souliers                        | 44° 45′ 57″ nord, 6° 46′ 44″ est   | « PA00135602 »                | Inscrit        | 1995      | Image manquante Téléverser            |
| Cadran solaire                            | Hautes-Alpes            | Château-Ville-Vieille  | Maison Thier, Les Meyriès                             | 44° 45′ 57″ nord, 6° 48′ 17″ est   | « PA00135603 »                | Inscrit        | 1995      | Image manquante Téléverser            |
| Cadran solaire de la maison Peyrot        | Hautes-Alpes            | Névache                | Plampinet                                             | 45° 00′ 10″ nord, 6° 39′ 43″ est   | « PA00135604 »                | Classé         | 1928      | Image manquante Téléverser            |
| Cadran solaire de Zarbula                 | Hautes-Alpes            | Les Orres              | Église Notre-Dame-de-la-Présentation, Le Mélezet      | 44° 30′ 18″ nord, 6° 33′ 12″ est   | « PA05000006 »                | Inscrit        | 1997      | Cadran solaire de Zarbula             |
| Cadran solaire de Zarbula                 | Hautes-Alpes            | Puy-Saint-Pierre       | Maison, 2 rue de Jérusalem, Le Pinet                  | 44° 53′ 26″ nord, 6° 37′ 31″ est   | « PA00135605 »                | Inscrit        | 1995      | Image manquante Téléverser            |
| Cadran solaire de Zarbula                 | Hautes-Alpes            | Saint-Chaffrey         | Maison, 27 rue des Trois-Fontaines, Villard-Late      | 44° 56′ 14″ nord, 6° 35′ 44″ est   | « PA00135607 »                | Inscrit        | 1995      | Image manquante Téléverser            |
| Cadran solaire de Zarbula                 | Hautes-Alpes            | Saint-Véran            | Maison, Les Forannes                                  | 44° 42′ 11″ nord, 6° 51′ 54″ est   | « PA05000004 »                | Inscrit        | 1996      | Image manquante Téléverser            |
| Méridienne                                | Hautes-Alpes            | Serres                 | École primaire, 1 rue du Portail                      | 44° 25′ 41″ nord, 5° 42′ 46″ est   | « PA05000005 »                | Inscrit        | 1996      | Image manquante Téléverser            |
| Cadran solaire                            | Hautes-Alpes            | Vallouise              | Chapelle Saint-André-et-Sainte-Lucie du Grand-Parcher | 44° 49′ 58″ nord, 6° 30′ 46″ est   | « PA00135610 »                | Inscrit        | 1995      | Image manquante Téléverser            |
| Cadran solaire de Zarbula                 | Hautes-Alpes            | Val-des-Prés           | Maison, Pra-Premier                                   | 44° 54′ 58″ nord, 6° 40′ 24″ est   | « PA00135609 »                | Inscrit        | 1995      | Image manquante Téléverser            |
| Cadran solaire                            | Haut-Rhin               | Hirtzbach              | Château de Reinach                                    | 47° 35′ 52″ nord, 7° 13′ 29″ est   | « PA00085746 »                | Classé         | 2000      | Image manquante Téléverser            |
| Cadran solaire des Récollets              | Haut-Rhin               | Rouffach               | Église des Récollets                                  | 47° 57′ 26″ nord, 7° 17′ 41″ est   | « PM68000329 »                | Classé         | 1921      | Cadran solaire des Récollets          |
| Cadran solaire                            | Hauts-de-Seine          | Bagneux                | Médiathèque Louis-Aragon, 2 avenue Gabriel-Péri       | 48° 47′ 49″ nord, 2° 18′ 24″ est   | « PA00088066 »                | Inscrit Classé | 1935 1975 | Cadran solaire                        |
| Cadran solaire                            | Indre-et-Loire          | Loches                 | Hôpital                                               | à géolocaliser                     | « PM37001297 »                | Inscrit        | 2005      | Image manquante Téléverser            |
| Cadran solaire                            | Indre-et-Loire          | Notre-Dame-d'Oé        | Château de la Chassetière                             | 47° 26′ 52″ nord, 0° 41′ 38″ est   | « PA00097898 »                | Inscrit        | 1947      | Image manquante Téléverser            |
| Horloge solaire du lycée Stendhal         | Isère                   | Grenoble               | Lycée Stendhal                                        | 45° 11′ 20″ nord, 5° 43′ 48″ est   | « PM38000130 »                | Classé         | 1920      | Horloge solaire du lycée Stendhal     |
| Cadran solaire                            | Loir-et-Cher            | Meslay                 | Château de Meslay                                     | 47° 49′ 00″ nord, 1° 05′ 48″ est   | « PA00135298 »                | Inscrit        | 1995      | Image manquante Téléverser            |
| Cadran solaire                            | Loire                   | Saint-Haon-le-Châtel   | Maison du cadran solaire                              | 46° 04′ 00″ nord, 3° 54′ 50″ est   | « PA00117623 »                | Classé         | 1983      | Image manquante Téléverser            |
| Cadran solaire                            | Loire-Atlantique        | Batz-sur-Mer           | Chapelle Saint-Marc de Kervalet                       | 47° 16′ 47″ nord, 2° 27′ 39″ ouest | « PM44000050 »                | Classé         | 1909      | Cadran solaire                        |
| Cadran solaire                            | Loire-Atlantique        | Saffré                 | Église Saint-Pierre-et-Saint-Paul                     | 47° 30′ 06″ nord, 1° 34′ 44″ ouest | « PM44000454 »                | Classé         | 1984      | Image manquante Téléverser            |
| Cadran solaire                            | Loiret                  | Dadonville             | Château de Denainvilliers                             | 48° 09′ 01″ nord, 2° 14′ 29″ est   | « PA00098761 » « PM45000207 » | Classé         | 1988      | Image manquante Téléverser            |
| Cadran solaire                            | Lot                     | Gourdon                | Église Saint-Pierre                                   | 44° 44′ 14″ nord, 1° 22′ 57″ est   | « PM46000147 »                | Classé         | 1906      | Image manquante Téléverser            |
| Cadran solaire                            | Maine-et-Loire          | Le Vieil-Baugé         | Église Saint-Symphorien                               | 47° 31′ 54″ nord, 0° 07′ 11″ ouest | « PM49001922 »                | Classé         | 2007      | Image manquante Téléverser            |
| Cadran solaire                            | Mayenne                 | Saint-Samson           | Église Saint-Samson                                   | 48° 28′ 57″ nord, 0° 11′ 23″ ouest | « PM53000537 »                | Classé         | 1910      | Image manquante Téléverser            |
| Cadran solaire                            | Meurthe-et-Moselle      | Olley                  | Ossuaire                                              | 49° 09′ 48″ nord, 5° 45′ 45″ est   | « PA00106326 »                | Classé         | 1990      | Image manquante Téléverser            |
| Cadran solaire                            | Orne                    | Alençon                | Musée des beaux-arts et de la dentelle                | 48° 25′ 54″ nord, 0° 05′ 01″ est   | « PM61000051 »                | Classé         | 1975      | Image manquante Téléverser            |
| Cadran solaire                            | Orne                    | Bivilliers             | Église Saint-Pierre                                   | 48° 34′ 48″ nord, 0° 37′ 07″ est   | « PA61000051 »                | Inscrit        | 2006      | Image manquante Téléverser            |
| Cadran solaire                            | Orne                    | Sérigny                | Château du Tertre                                     | 48° 23′ 18″ nord, 0° 34′ 45″ est   | « PA00110951 »                | Classé         | 1997      | Image manquante Téléverser            |
| Cadran solaire                            | Paris                   | Paris 03               | Couvent de la Merci                                   | 48° 51′ 37″ nord, 2° 21′ 25″ est   | « PA00086108 »                | Inscrit        | 1984      | Cadran solaire                        |
| Cadran solaire                            | Paris                   | Paris 04               | Hôtel de Noirat, 80 rue de l'Hôtel-de-Ville           | 48° 51′ 18″ nord, 2° 21′ 15″ est   | « PA00086348 »                | Inscrit        | 1956      | Cadran solaire                        |
| Cadran solaire                            | Pas-de-Calais           | Frévillers             | Église Sainte-Anne                                    | 50° 23′ 47″ nord, 2° 31′ 24″ est   | « PA00108288 »                | Inscrit        | 1948      | Cadran solaire                        |
| Cadran solaire de berger                  | Pyrénées-Atlantiques    | Hendaye                | Château d'Abbadia                                     | 43° 22′ 39″ nord, 1° 44′ 57″ ouest | « PM64000852 »                | Classé         | 2004      | Image manquante Téléverser            |
| Cadran solaire                            | Sarthe                  | Saint-Mars-sous-Ballon | Église Saint-Médard                                   | 48° 10′ 22″ nord, 0° 14′ 47″ est   | « PM72000859 »                | Classé         | 1987      | Image manquante Téléverser            |
| Cadran solaire de la Groirie              | Sarthe                  | Yvré-l'Évêque          | Abbaye de l'Épau                                      | 47° 59′ 33″ nord, 0° 14′ 34″ est   | « PM72001329 »                | Classé         | 2002      | Cadran solaire de la Groirie          |
| Cadran solaire gallo-romain               | Savoie                  | Aix-les-Bains          | Musée lapidaire                                       | 45° 41′ 22″ nord, 5° 54′ 59″ est   | « PM73000067 »                | Classé         | 1934      | Image manquante Téléverser            |
| Cadran solaire                            | Seine-Maritime          | Saint-Wandrille-Rançon | Abbaye Saint-Wandrille                                | 49° 31′ 44″ nord, 0° 46′ 05″ est   | « PA00101054 »                | Classé         | 1862      | Image manquante Téléverser            |
| Cadrans solaires                          | Val-de-Marne            | Sucy-en-Brie           | Château de Sucy                                       | 48° 46′ 28″ nord, 2° 31′ 53″ est   | « PM94000195 »                | Classé         | 1975      | Image manquante Téléverser            |
| Cadran solaire                            | Val-d'Oise              | Montgeroult            | Château de Montgeroult                                | 49° 05′ 02″ nord, 2° 00′ 19″ est   | « PM95000447 »                | Classé         | 1976      | Image manquante Téléverser            |
| Cadran solaire                            | Var                     | Aups                   | Maison, rue Voltaire                                  | 43° 37′ 39″ nord, 6° 13′ 34″ est   | « PA00081528 »                | Inscrit        | 1949      | Cadran solaire                        |
| Cadran solaire                            | Var                     | Aups                   | Tour de l'Horloge                                     | 43° 37′ 44″ nord, 6° 13′ 28″ est   | « PA00081529 »                | Classé         | 1948      | Cadran solaire                        |
| Cadran solaire                            | Vendée                  | Les Herbiers           | Château du Landreau                                   | 46° 52′ 32″ nord, 1° 00′ 22″ ouest | « PM85000393 »                | Classé         | 1993      | Image manquante Téléverser            |
| Cadran solaire                            | Vendée                  | Olonne-sur-Mer         | Château de Pierre-Levée                               | 46° 31′ 42″ nord, 1° 45′ 02″ ouest | « PA00110190 »                | Classé         | 1949      | Image manquante Téléverser            |
| Cadran solaire de Vermenton               | Yonne                   | Vermenton              | Rue du Général-de-Gaulle                              | 47° 39′ 51″ nord, 3° 44′ 01″ est   | « PA00113967 »                | Classé         | 1991      | Cadran solaire de Vermenton           |